# Sternbergia clusiana
Sternbergia clusiana är en amaryllisväxtart som först beskrevs av Ker Gawl., och fick sitt nu gällande namn av Ker Gawl. och Spreng.. Sternbergia clusiana ingår i släktet Sternbergia och familjen amaryllisväxter. Inga underarter finns listade i Catalogue of Life.

## Bildgalleri

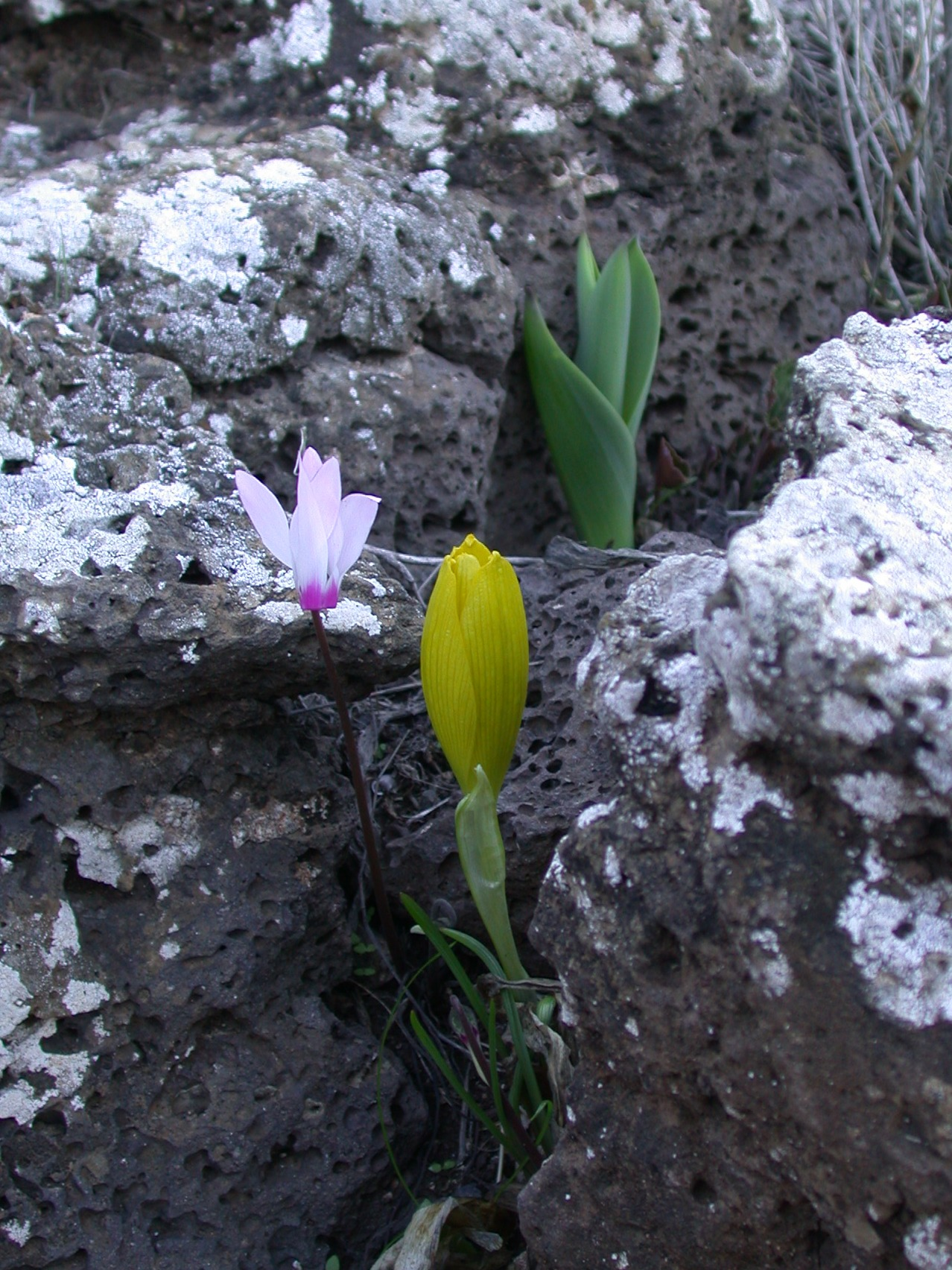
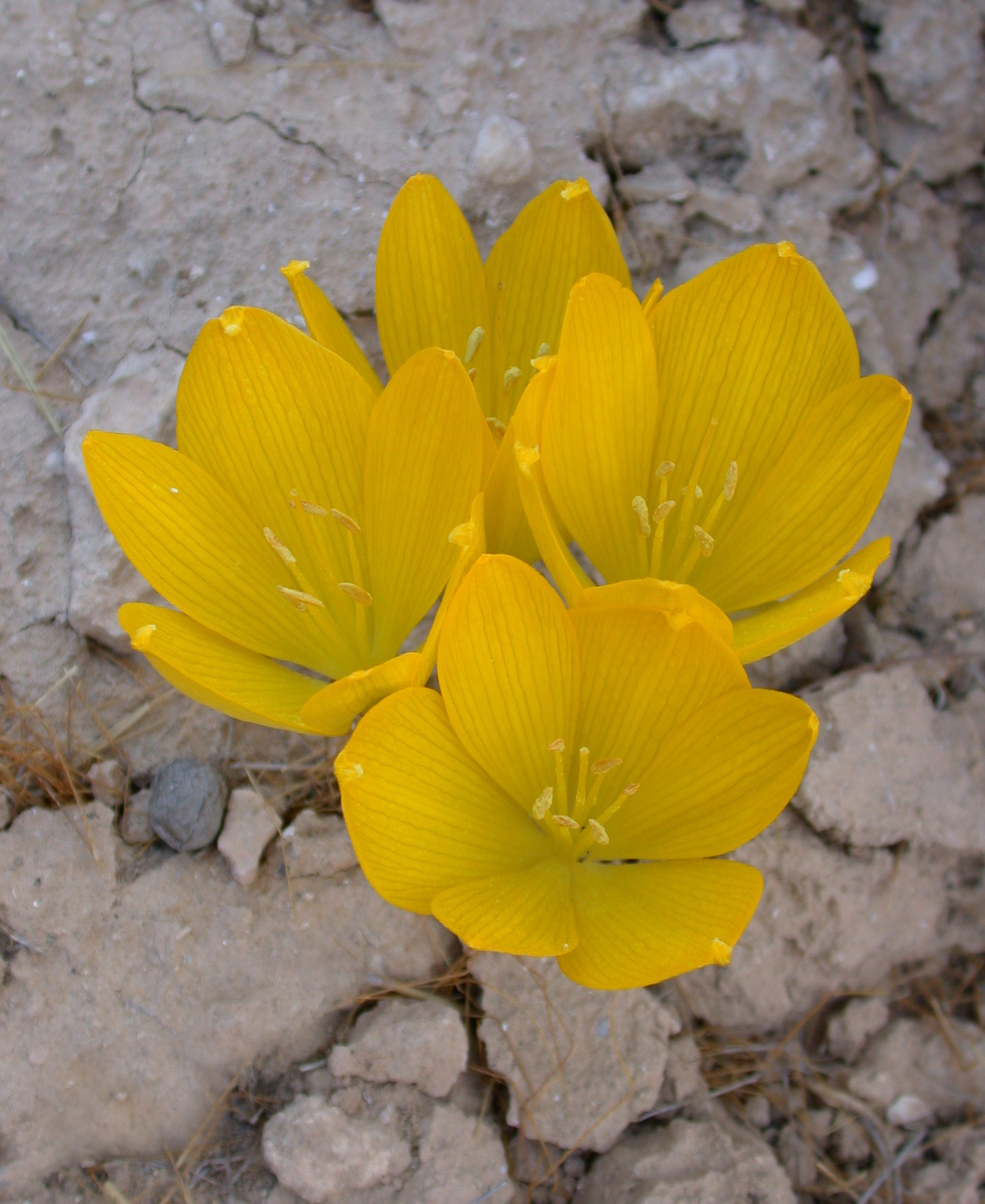
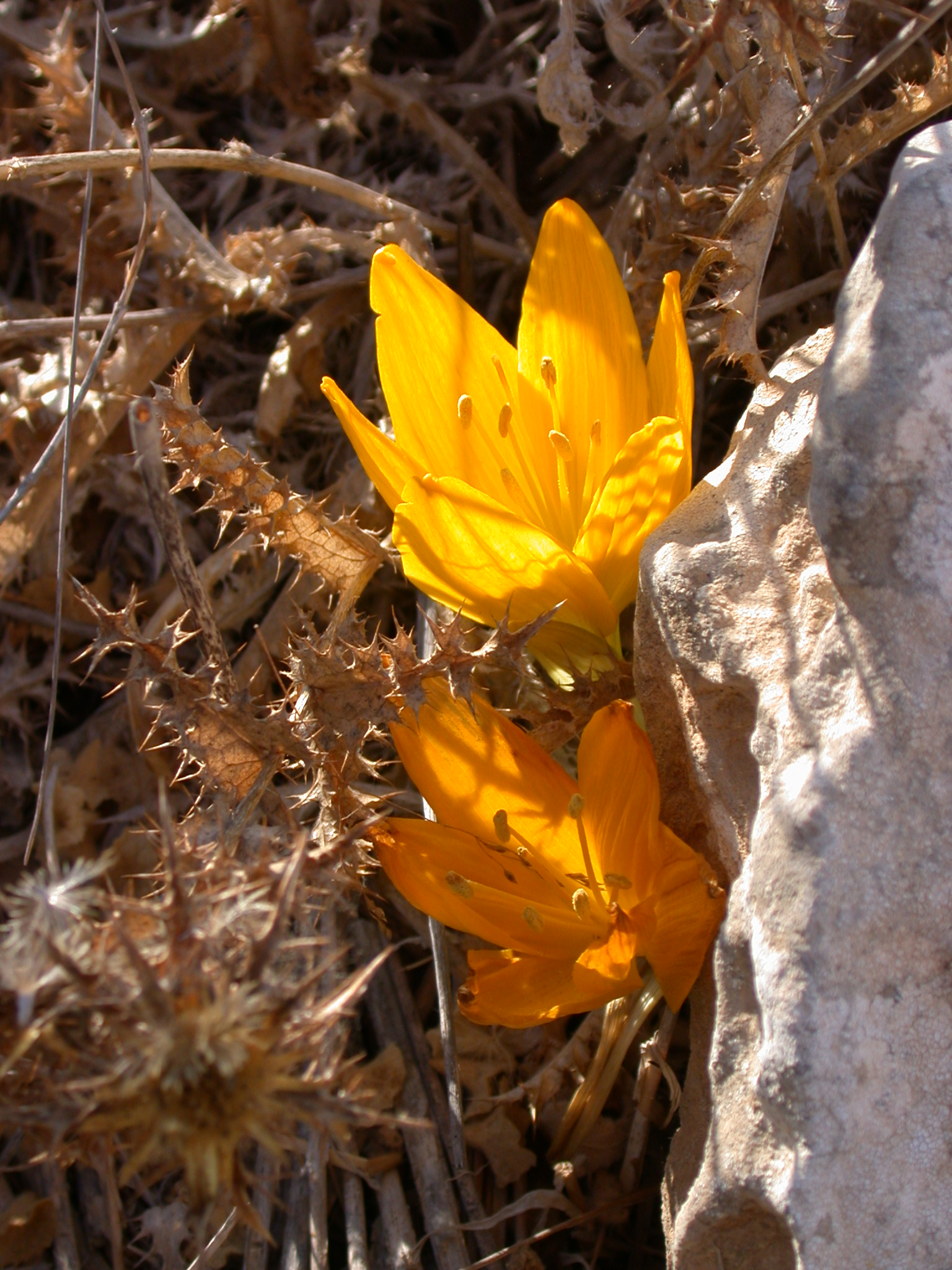
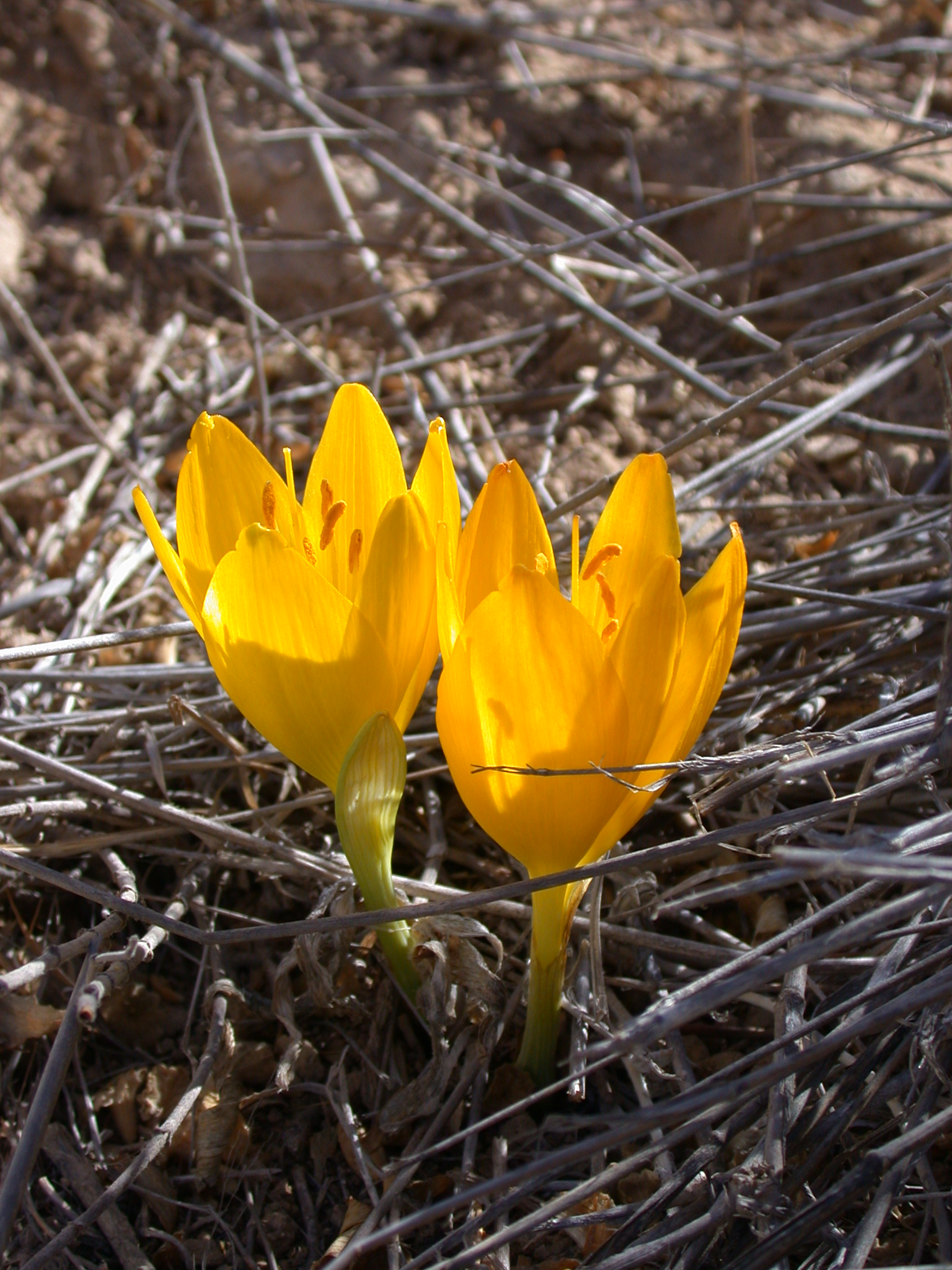
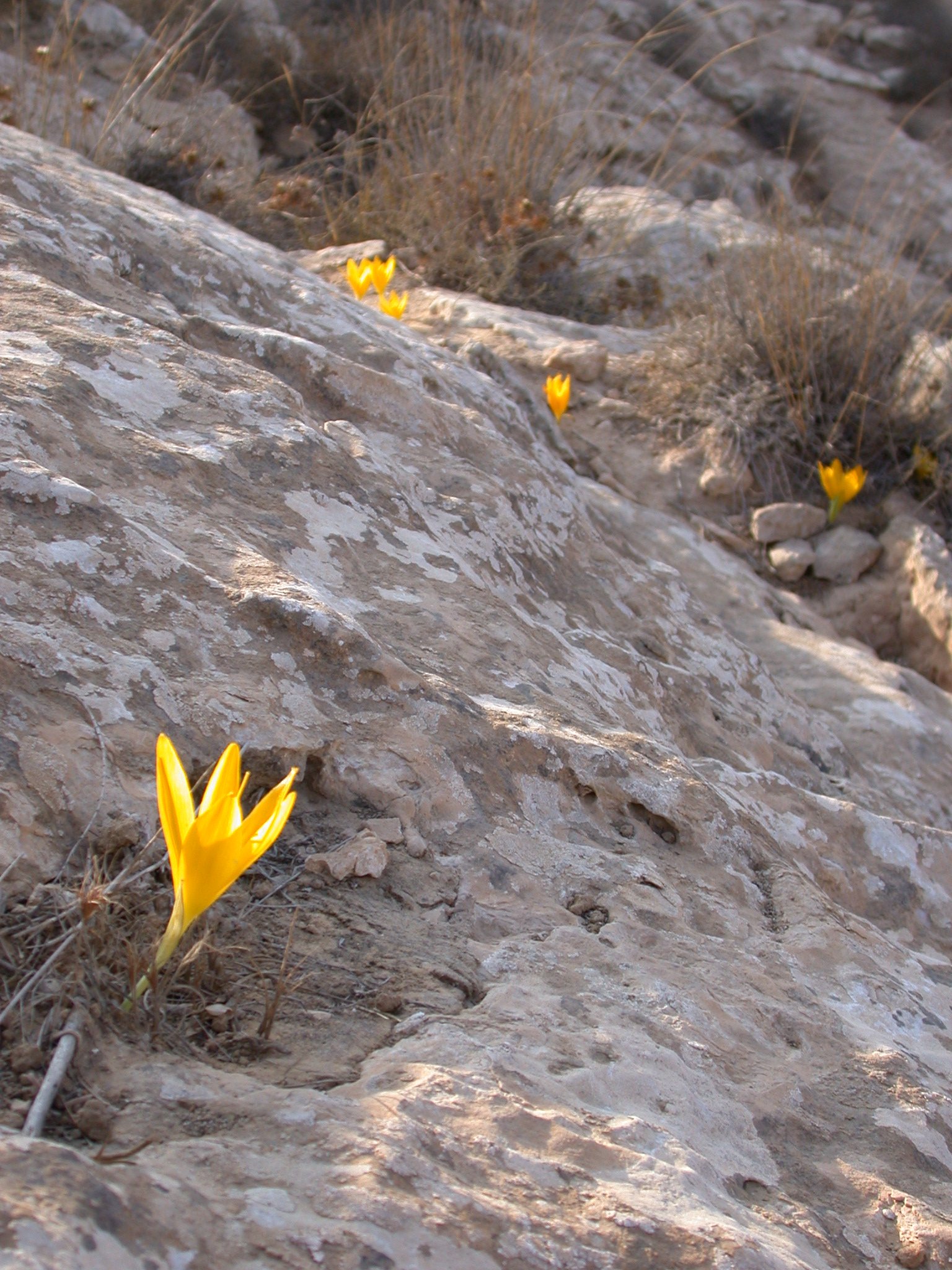
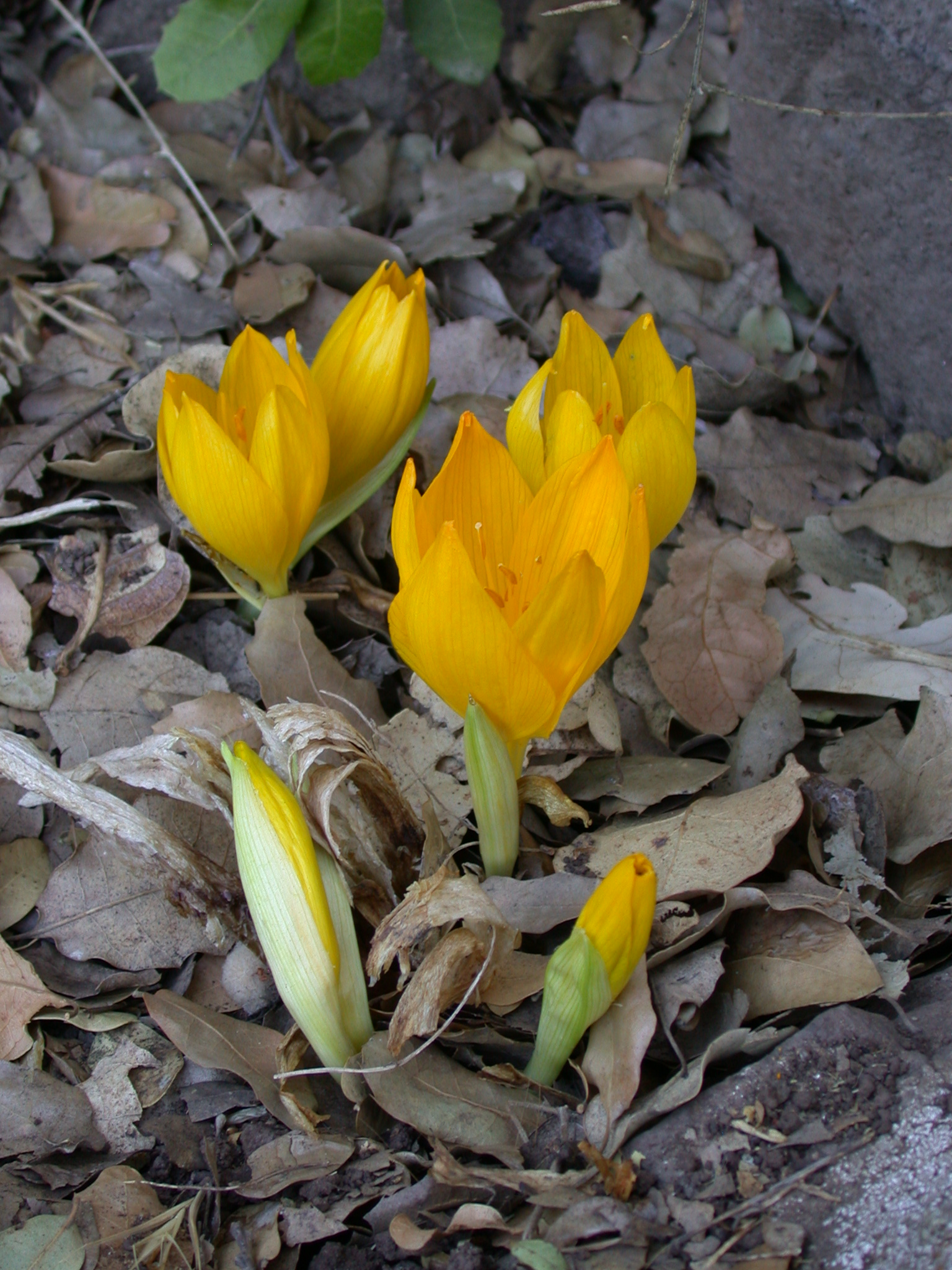
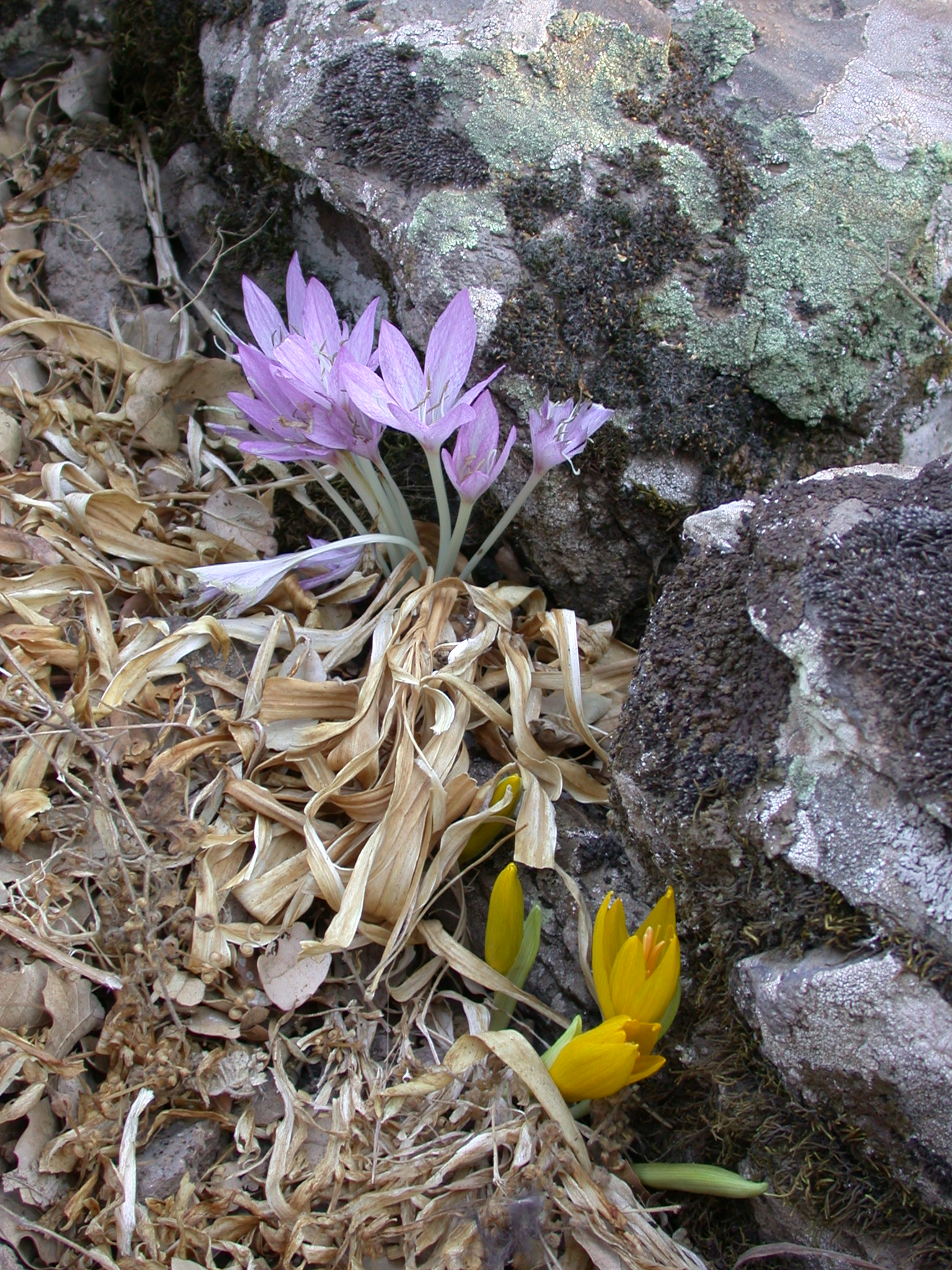